# Batalla d'Izium de 2022
La batalla d'Izium va ser un enfrontament militar entre Rússia i Ucraïna que es va produir com a part de l'ofensiva d'Ucraïna oriental durant la invasió russa d'Ucraïna de 2022. La batalla va començar el març de 2022 pel control de la ciutat d'Izium a causa de la importància de la ciutat com a nus de transport. L'exèrcit rus volia capturar Izium perquè les seves forces a la província de Khàrkiv poguessin enllaçar amb les seves tropes a la regió de Donbas.
El 10 de setembre de 2022, les forces ucraïneses van recuperar la ciutat durant la contraofensiva ucraïnesa de Khàrkiv i es van trobar tombes comunes locals amb 440 cossos. La població d'Izium va disminuir a només 10.000 a causa de la guerra.

## Batalla
Alguns atacs russos a Izium van començar el 28 de febrer de 2022, amb continus atacs amb coets per part de l'exèrcit rus a partir del 3 de març.
Vuit civils van morir el 3 de març, i l'hospital central de la ciutat va patir danys significatius. L'endemà, les forces russes van avançar cap a Izium i van arribar als seus afores del nord. El 6 de març, l'exèrcit rus controlava dos dels barris d'Izium i la seva estació de ferrocarril.
A la tarda del 7 de març, els serveis en línia russos van informar que Izium havia estat presa per les forces russes, una afirmació que no va ser confirmada oficialment. L'endemà, van esclatar combats entre les forces russes i ucraïneses pel control de la ciutat, amb tropes russes finalment rebutjades.
Entre el 9 i el 10 de març, 2.250 civils van ser evacuats d'Izium, mentre que les forces russes van continuar avançant lentament cap a la ciutat.
El 12 de març, les tropes russes van capturar la part nord de la ciutat. L'endemà, l'exèrcit rus va fer més avanços, però finalment van ser repel·lits, segons l'exèrcit ucraïnès.
En algun moment entre el 15 i el 16 de març, les tropes russes es van apoderar de la part sud d'Izium, abans que les forces ucraïneses aconseguissin recuperar les seves posicions poc després.
El 17 de març, un funcionari de la USDOD dels Estats Units va informar que Izium va ser capturat una vegada més per les forces russes, però això va ser denegat per l'Institut per a l'Estudi de la Guerra (ISW). L'exèrcit rus va travessar el riu Donets prop de la carretera Barvinkivski, però després van ser aturats per les forces ucraïneses després de ser emboscats. La lluita va continuar l'endemà
Entre el 19 i el 20 de març, un nou intent rus de capturar el centre d'Izium va ser repel·lit. Durant els combats, les tropes d'enginyeria russes van intentar fer un pontó sobre el riu Donets, de manera que van evitar dos ponts de vehicles que van ser parcialment destruïts per les forces ucraïneses en un intent d'aturar l'avanç rus. No obstant això, les tropes d'enginyeria van ser emboscades i 19 soldats russos van morir i 46 van resultar ferits. Entre els morts hi havia el comandant de la unitat d'enginyeria, el coronel Nikolay Ovcharenko. Finalment, les forces russes van aconseguir construir dos pontons i els tancs russos van travessar el riu per envoltar la part ucraïnesa d'Izium. Durant aquest temps, el 22 de març, les forces ucraïneses van fer un intent de contraatac per recuperar el control de la ciutat.
El 24 de març, l'exèrcit rus va anunciar que havia pres el control total d'Izium, cosa que Ucraïna va negar i va declarar que la lluita encara estava en curs. Segons un funcionari local, les forces russes estaven sostenint la part nord de la ciutat, mentre que els soldats ucraïnesos estaven al sud, amb el riu Donets separant-los. També va confirmar que Izium estava bloquejat i que la ciutat havia estat "completament destruïda" en aquest punt.
El 25 de març, un oficial de la DOD i altres van informar que les forces russes van travessar les línies ucraïneses al sud d'Izium, avançant 10 quilòmetres. No obstant això, la ISW va citar l'exèrcit ucraïnès que les tropes russes van ser repel·lides al poble de Kamyanka, just al sud d'Izium. La ISW també va declarar que les forces russes continuarien amb els seus intents d'encerclar la ciutat, després de no poder capturar-la en un atac directe.
El 27 de març, l'exèrcit rus va capturar Kamyanka i dos altres pobles al sud-oest i sud-est d'Izium, però les forces ucraïneses van afirmar que van aconseguir recuperar els tres pobles. També van afirmar haver abatut un avió de combat rus Sukhoi Su-34 prop d'Izium. Dos dies més tard, es va confirmar que Kamyanka estava sota control rus, amb les forces russes fortificant les seves posicions al voltant, mentre que els combats es van traslladar al sud d'Izium, al llarg de la carretera cap a Sloviansk.
L'1 d'abril, l'exèrcit ucraïnès va confirmar que Izium estava sota control rus. L'endemà, en una entrevista per Ukrinform, el tinent d'alcalde d'Izium, Volodímir Matsokin, va afirmar que el 80% dels edificis residencials de la ciutat havien estat destruïts i que no hi havia electricitat, calefacció o aigua a la ciutat.

## Contraofensiva d'Ucraïna
Ucraïna va començar una contraofensiva a la regió de Khàrkiv a principis de setembre de 2022. El 9 de setembre, els suburbis d'Oskil i Kapytolivka van ser reconquerits per l'exèrcit ucraïnès. Al matí del 10 de setembre, les forces russes, deixant el seu equipament, s'havien retirat de la ciutat, que ara estava de nou sota el control de les forces ucraïneses.

## Fosses comunes
Es van trobar fosses comunes amb més de 440 cossos després que els russos fossin expulsats de la ciutat.

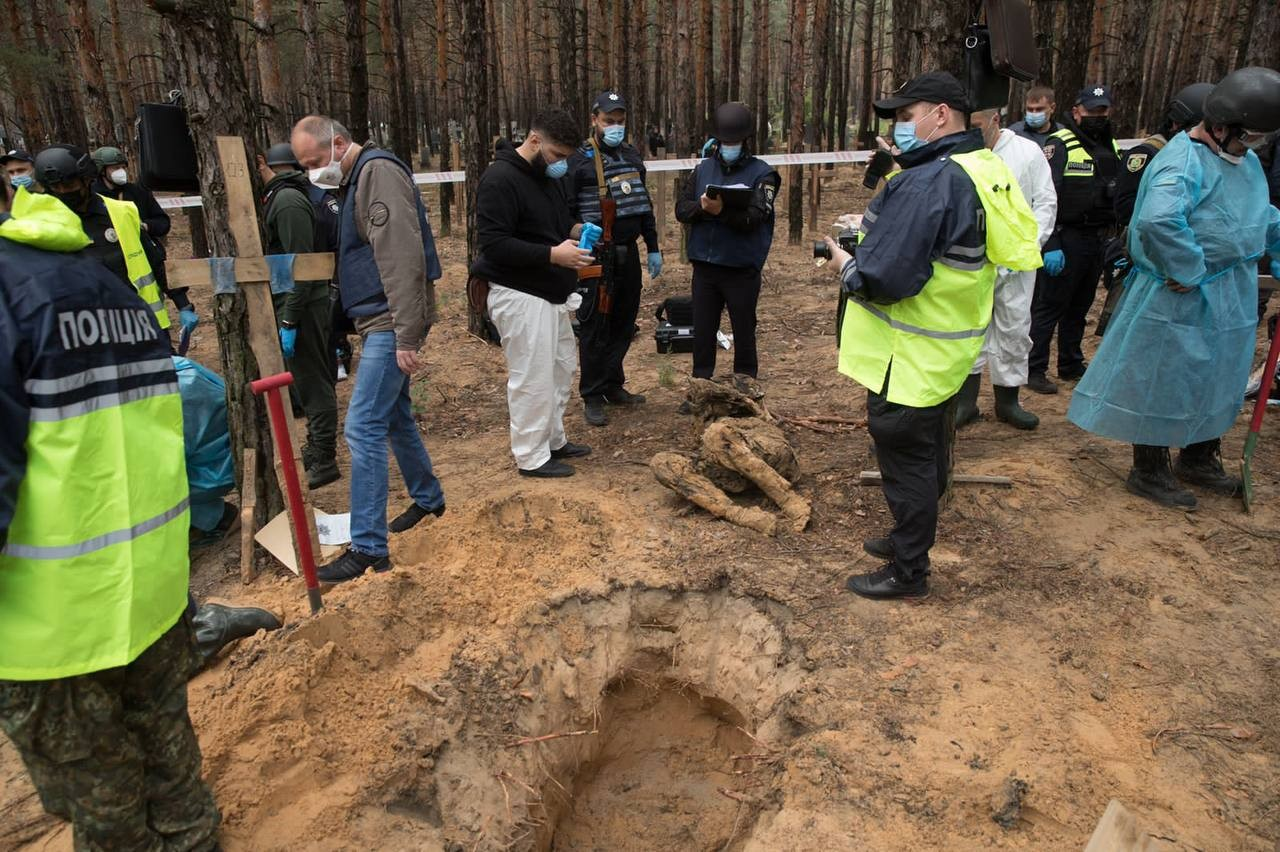
Exhumació dels cossos de les fosses comunes

### Reaccions

#### Ucraïna
Després del descobriment de fosses comunes a Izium, la part ucraïnesa va acusar Rússia de cometre crims de guerra. Volodímir Zelenski va comparar les massacres d'Izium amb la de Butxa. A finals de setembre, representants de 20 països van arribar a Izium, incloent-hi Lituània, Letònia, Estònia, Alemanya, Àustria, Hongria, França, Espanya, Eslovènia, Croàcia, Dinamarca, Suècia, Suïssa, Turquia, Eslovàquia, Polònia. La visita va ser organitzada en nom de Zelenski.

#### Rússia
El secretari de premsa del president de la Federació Russa, Dmitri Peskov, va dir que les fosses comunes d'Izium eren suposadament una "escenificació". Els va comparar amb un "escenificat a Butxa" segons la propaganda russa, l'exèrcit ucraïnès va fabricar proves de massacres.